# Pterobryopsis fasciculata
Pterobryopsis fasciculata är en bladmossart som beskrevs av Brotherus 1906. Pterobryopsis fasciculata ingår i släktet Pterobryopsis och familjen Pterobryaceae. Inga underarter finns listade i Catalogue of Life.